# رومينا أوبراندي
رومينا أوبراندي (بالإيطالية: Romina Oprandi)‏ مواليد 29 مارس 1986 في سويسرا، هي لاعبة كرة مضرب إيطالية بدأت مسيرتها كمحترفة سنة 2005 تلعب باليد اليمنى وتحتل حالياً المرتبة رقم. 126 (8 فبراير 2016) في تصنيف رابطة محترفات كرة المضرب. أعلى تصنيف لها في الفردي كان المركز الـ 32 في سنة 2013.

## الخط الزمني للفردي
مفتاح
| ف | ن | ن.ن | ر.ن | د# | د.م | ل | أ.أ | ت | غ | ب | ف | ذ | م.خ | ل.ت |

(ف) فاز بالبطولة (ن) وصل النهائي (ن.ن) نصف النهائي (ر.ن) ربع النهائي (د#) الأدوار الأربعة الأولى (د.م) دور المجموعات (ل) شارك في كأس ديفيز (أ.أ) خرج من الأدوار الاولى (ت) خسر التصفيات التأهيلية (غ) غاب عن الحدث أو البطولة (ب) حصل على ميدالية برونزية (ف) حصل على ميدالية فضية (ذ) حصل على ميدالية ذهبية (م.خ) بطولة الماسترز خُفضت إلى مرتبة أقل (ل.ت) البطولة لم تعقد في السنة المعينة.
لتجنب الارتباك وازدواجية الحساب، يتم تحديث هذه المعلومات إما في نهاية البطولة، أو عندما تكون مشاركة اللاعب في البطولة قد انتهت.
| الدورة             | 2006 | 2007 | 2008 | 2009 | 2010 | 2011 | 2012 | 2013 | 2014 | ف-خ  |
| ------------------ | ---- | ---- | ---- | ---- | ---- | ---- | ---- | ---- | ---- | ---- |
| دورات الجراند سلام |      |      |      |      |      |      |      |      |      |      |
| أستراليا المفتوحة  |      | د1   |      |      |      | د1   | د3   | د2   |      | 3–4  |
| فرنسا المفتوحة     |      | د1   |      |      |      | د1   | د1   | د1   |      | 0–4  |
| بطولة ويمبلدون     | د1   |      |      |      | د2   | د1   | د2   | د1   |      | 2–5  |
| أمريكا المفتوحة    | د1   |      |      |      | د1   | د2   | د2   |      | د1   | 2–5  |
| فوز-خسارة          | 0–2  | 0–2  | 0–0  | 0–0  | 1–2  | 1–4  | 4–4  | 1–3  | 0–1  | 7–18 |

## روابط خارجية
- رومينا أوبراندي على موقع رابطة محترفات التنس (الإنجليزية)
- رومينا أوبراندي على موقع الاتحاد الدولي لكرة المضرب (الإنجليزية)
- رومينا أوبراندي على موقع كأس بيلي جين كينغ (الإنجليزية)
- رومينا أوبراندي على موقع خلاصة التنس.كوم (الإنجليزية)
- رومينا أوبراندي على موقع إي إس بي إن.كوم (الإنجليزية)